# Pavel Trčala
Pavel Trčala (* 31. března 1978 Brno) je český politik, podnikatel a horolezec. Pracuje jako ekonomický konzultant a je majitelem sportovní firmy. Je předsedou Moravského zemského hnutí.

## Studium
Po maturitě na Biskupském gymnáziu v Brně studoval ekonomii ve Spojených státech amerických na Xavier High School a Saint Norbert College ve Wisconsinu.[chybí lepší zdroj] Během studia absolvoval semestr v zahraničí na Münsterské univerzitě v Německu a Postgraduální studium ukončil na American University ve Washingtonu v oboru ekonomie.[chybí lepší zdroj] Následně získal další magisterský titul v oboru geografie na Přírodovědecké fakultě Masarykovy univerzity v Brně se specializací na regionální rozvoj.

## Kariéra
Absolvoval stáže na ekonomickém oddělení Velvyslanectví Velké Británie ve Washingtonu a na komerční sekci Velvyslanectví České republiky ve Washingtonu. Pracoval v ekonomickém výzkumu na Institutu pro mezinárodní ekonomii ve Washingtonu. Jako konzultant pracoval pro Světovou banku ve Washingtonu a později v Dakaru v Senegalu. Jako Senior Consultant pracoval pro Control Risks Group v Londýně. Pracuje jako nezávislý konzultant pro firmy rozvíjející projekty s mezinárodními partnery na mezinárodních trzích.[chybí lepší zdroj]

## Politické působení
V letech 2018–2022 byl místopředsedou politického subjektu s názvem Moravské zemské hnutí. Od roku 2023 působí jako předseda.
Za hnutí kandidoval ve volbách do Senátu PČR v roce 2018 v obvodu č. 59 – Brno-město. Nebyl zvolen.
Ve volbách do Evropského parlamentu v květnu 2019 kandidoval za Moravské zemské hnutí, ale zvolen nebyl.
Roku 2020 se veřejně přihlásil k jedné ze tří skupinek aktivistů, kteří na šesti místech vyznačili na silnice česko-moravskou zemskou hranici. Zatímco skupinku ze Svitavska policie přistihla a odhalila, Trčala se za skupinku z Vysočiny přiznal dobrovolně. Akci označil za nenásilnou formu občanského protestu a veřejně vystoupil údajně proto, aby vyvrátil domněnky, že se jednalo o recesi nebo vandalismus. Skupina podle něj chtěla upozornit na „čechizaci“ Moravy.
Ve volbách do Senátu PČR v roce 2020 kandidoval za Moravské zemské hnutí v obvodu č. 60 – Brno-město. Nebyl zvolen.
Ve volbách do Senátu PČR v roce 2022 kandidoval za Moravské zemské hnutí (MZH) a Moravany v obvodu č. 55 – Brno-město. Nebyl zvolen.
V krajských volbách v roce 2024 kandidoval do Zastupitelstva Jihomoravského kraje jako lídr kandidátky koalice „ZA MORAVU!“ (tj. MZH a Moravané). Nebyl zvolen on ani nikdo z uskupení, za které kandidoval.
Po úmrtí senátora Romana Krause v říjnu 2024 byly vypsány na leden 2025 doplňovací volby do Senátu PČR v obvodu č. 60 – Brno-město. Trčala v nich kandidoval jako člen MZH. Ani v těchto volbách nebyl zvolen.
Ve sněmovních volbách v roce 2025 je lídrem kandidátní listiny hnutí Moravského zemského hnutí v Jihomoravském kraji.

## Cestování
Trčala doposud procestoval 134 zemí světa a postupně přidává další cíle v rámci televizního seriálu Travel With Pavel pro televizní stanici Nautical Channel. O svých dobrodružných cestách přednáší na cestovatelských festivalech, například na festivalu Kolem Světa. Ze svých cest připravuje reportáže i v české verzi a to jak krátká videa, tak celovečerní filmy.

## Tvorba
V edici Stopem kolem Ameriky a v edici Stopem světem publikoval Trčala 68 článků v Český rozhlas online a v přílohách celostátních deníků.
Pavel Trčala je dopisovatelem mezinárodních sportovních časopisů, včetně časopisu Kiteworld, který je největším světovým časopisem věnovaným kitesurfingu. V tomto časopise má Trčala rubriku „Travel with Pavel“. Obdobnou rubriku má také ve slovenském časopise Surf Magazin a v německém časopise Kitelifte.
Pracoval také jako redaktor pro časopis Český export, respektive ekonomický zpravodajský online portál Euro.
Pro lyžařský časopis SNOW připravuje články o lyžařských střediscích a expedicích.
Pro server kolo.cz připravuje články o silniční a horské cyklistice.

## Zimní sporty
V Brně založil firmu City Sports s.r.o. Její služba City Ski se specializuje na jednodenní lyžařské zájezdy.[zdroj?] Pavel Trčala se také snaží prosadit stavbu sjezdovky v blízkosti Brna. Společně se svou sestrou Hanou Robinson uskutečnili v roce 2011 lyžařský rekord, kdy během jednoho dne lyžovali v sedmi střediscích a sedmi krajích ČR. Tento rekord podpořil lyžování v České republice a pacienty s roztroušenou sklerózou.

## Hory
Po závodním sjezdovém lyžování se Pavel Trčala věnoval skialpinismu, snowboardingu a horolezectví.[zdroj?]
V roce 2005 vystoupil na Mount Everest z čínské strany bez příslušného povolení čínských úřadů. To odsoudil Český horolezecký svaz, který se obával, že Čína kvůli tomu nebude do země již české horolezce pouštět. Panovaly také pochybnosti, že horu zdolal. Pochybnosti zopakoval deník Mladá fronda DNES i v roce 2011. Trčala se od roku 2014 soudil s vydavatelem deníku, společnosti MAFRA, požadoval omluvu a náhradu nemajetkové újmy ve výši 500 tisíc korun. Obvodní soud pro Prahu 4 v roce 2016 rozhodl tak, že žalobu částečně zamítl, když neuznal neoprávněný zásah do práva Trčaly na ochranu cti, lidské důstojnosti a jeho jména, ani nárok na odškodnění, uložil však Mladé frontě DNES uveřejnit omluvu, podle které Trčala horu v roce 2005 zdolal. Soud vycházel zejména z písemných prohlášení od kanadského, španělského, polského a asijského horolezce.

## Vodní sporty
Pavel Tračala je držitelem světových rekordů v nejvýše položeném kitesurfingu na vodě ve výšce 4500 m n. m. a v nejvyšším snowkitingu na sněhu ve výšce 6500 m n. m. Oba rekordy byly uskutečněny v Tibetu na severní straně Mount Everestu.[zdroj?] Propaguje jetsurfing, tedy jízdu na motorovém prkně, vodní lyžování a wakeboarding. Pod značkou City Wake buduje areály pro tyto sporty. První vlek fungoval v letech 2016 - 2022 na Brněnské přehradě. Každoročně je neoficiálním vlajkonošem před ohňostroji Ignis Brunensis na Brněnské přehradě.

## Rodina
Rodiče Pavel Trčala a Marta Trčalová byli automobiloví závodníci a mistři Československa v rallye. Sestra Hana Robinson je zpěvačka, skladatelka, klavíristka a absolventka Berklee College of Music.